# Jensenobotrya
Genre
Classification phylogénétique
Jensenobotrya N.E.Br. est un genre de plante de la famille des Aizoaceae.
Jensenobotrya A.G.J.Herre, in Sukkulentenk. 4: 79 (1951)
Type : Jensenobotrya lossowiana A.G.J.Herre

## Liste des espèces
- Jensenobotrya lossowiana A.G.J.Herre
- Jensenobotrya vanheerdei L.Bolus